# Qintang
Qintang är ett stadsdistrikt i Guigang i den autonoma regionen Guangxi i sydligaste Kina. Det ligger omkring 120 kilometer öster om regionhuvudstaden Nanning. 